# Salama (azienda)
Salama (in arabo سلامة‎?) è una takaful con sede a Dubai, Emirati Arabi Uniti che opera anche in Algeria, Egitto, Senegal e Arabia Saudita.
Salama fu fondata nel 1979 ed è quotata alla Borsa di Dubai. 
É una delle società takaful leader nella regione la sua controllata, Best Re, è una delle più grandi società al mondo retakaful.
La società ha vinto il premio "Best Takaful Company" (Medio Oriente) alla International Takaful Awards del 2012..